# Yuri Razuváyev
Yuri Sergéyevich Razuváyev (Юрий Сергеевич Разуваев, algunas veces escrito Yuri Razuvaev) (Rusia, 10 de octubre de 1945 - Rusia, 21 de marzo de 2012), fue un jugador de ajedrez soviético. Se convirtió en Gran Maestro Internacional en 1976.
Razuvayev compartió el primer puesto en Keszthely en 1981.